# Georges Brassens, auprès de son arbre
Pour les articles homonymes, voir Auprès de mon arbre.
Georges Brassens, auprès de son arbre est un récit biographique d'André Tillieu retraçant le parcours de Georges Brassens et des épisodes qu'ils vécurent ensemble avec une préface de l'écrivain Bernard Clavel.

## Introduction
« Il faut mettre les choses à leur vraie place » annonce Bernard Clavel dans sa préface. « Artiste de génie » ajoute-t-il et pas seulement un artisan. Mais il a su rester lui-même se méfiant des arcanes parisiennes et se moquant de la célébrité. L'amour et l'amitié sont pour lui les deux valeurs suprêmes, elles font partie « du tas de bois où va puiser l'Auvergnat pour alimenter son grand soleil de feu. »

## Présentation et synthèse
André Tillieu, journaliste belge qui a suivi la carrière de Brassens et a fini par nouer avec lui une belle amitié s'est voulu original dans son récit, sacrifiant les épisodes très connus et se défendant de reprendre ce qui avait déjà été raconté avec plus ou moins de bonheur.
Tout en respectant l'ordre chronologique, il présente son récit en autant de paragraphes significatifs pour lui : une vie toute simple, portrait de chevalet, faits et gestes de l'amitié, le coup de chapeau du jazz, dérouler le tapis rouge, la dernière année, s'il fallait faire un pari.
Il disait que ce livre était « son bouquet d'adieu au 'tonton'. »